# Thông tre lá dài
Thông tre lá dài hay còn gọi thông tre, kim giao trúc đào, thông tre Nê-pan (danh pháp khoa học Podocarpus neriifolius), là một loài thông trong chi Podocarpus, họ Podocarpaceae.
Loài này được tìm thấy ở Ấn Độ, Brunei, Campuchia, Fiji, Indonesia, Lào, Malaysia, Myanmar, Nepal, Papua New Guinea, Philippines, quần đảo Solomon, Thái Lan, Trung Quốc và Việt Nam.

## Hình ảnh

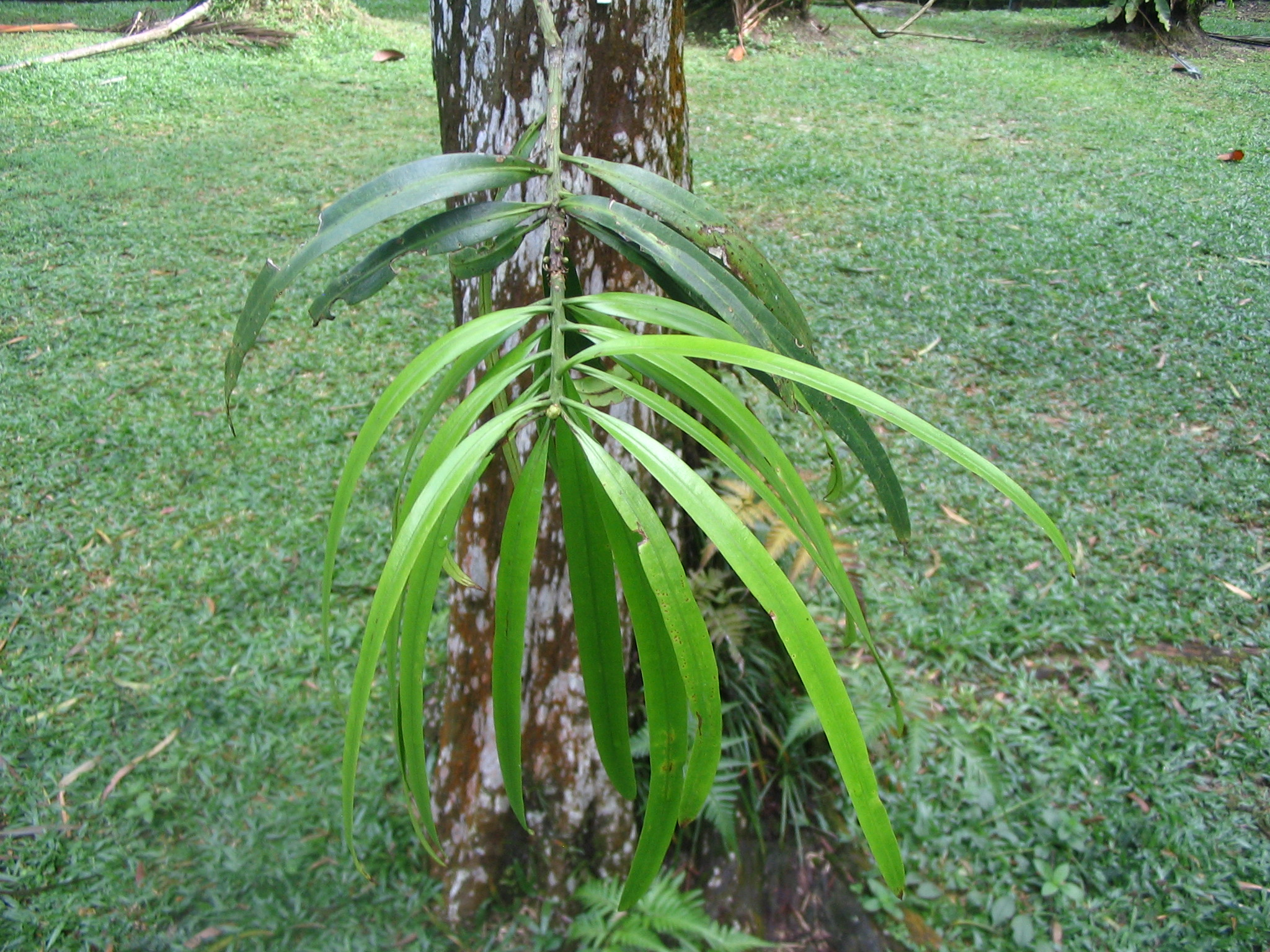
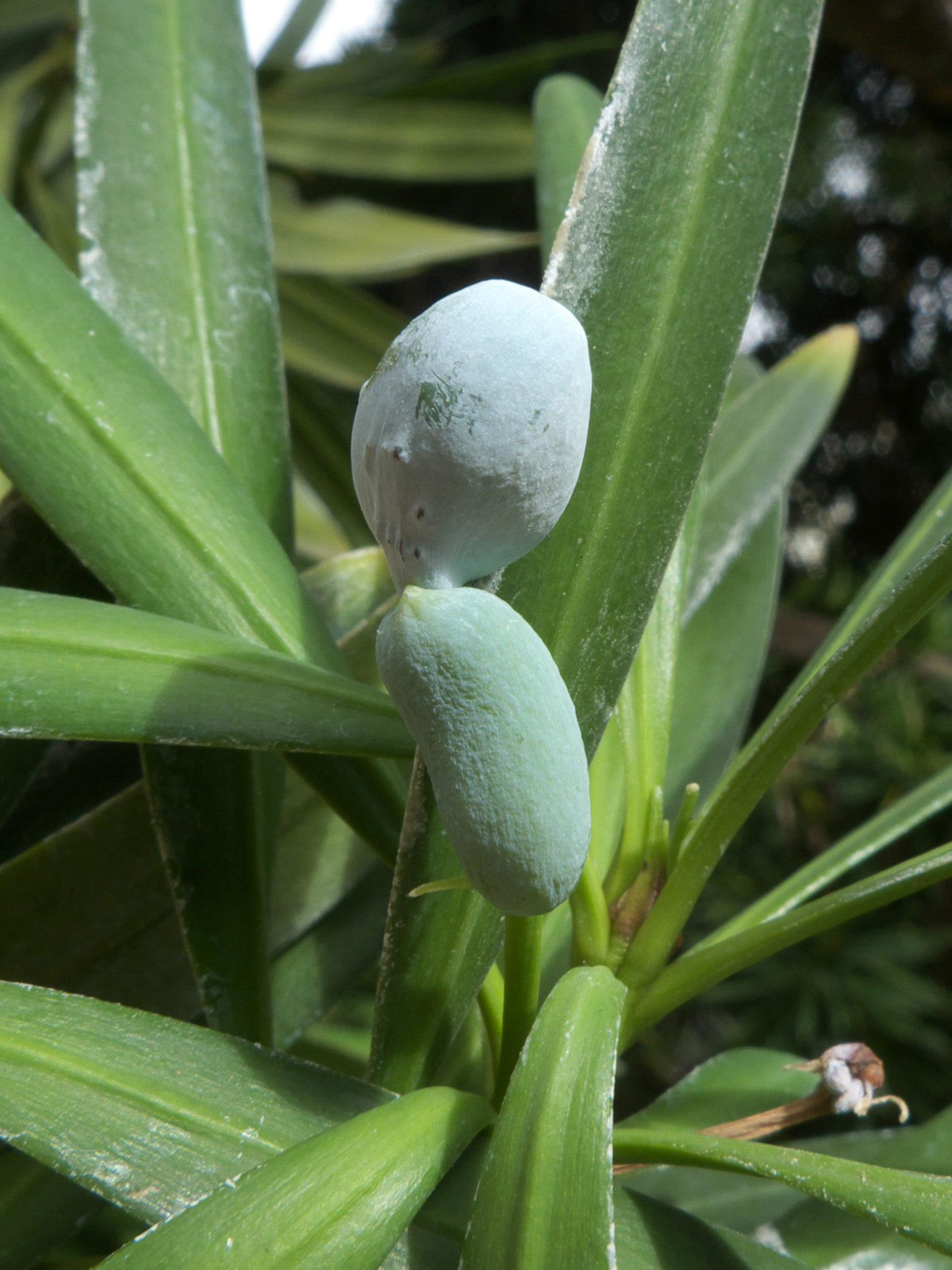
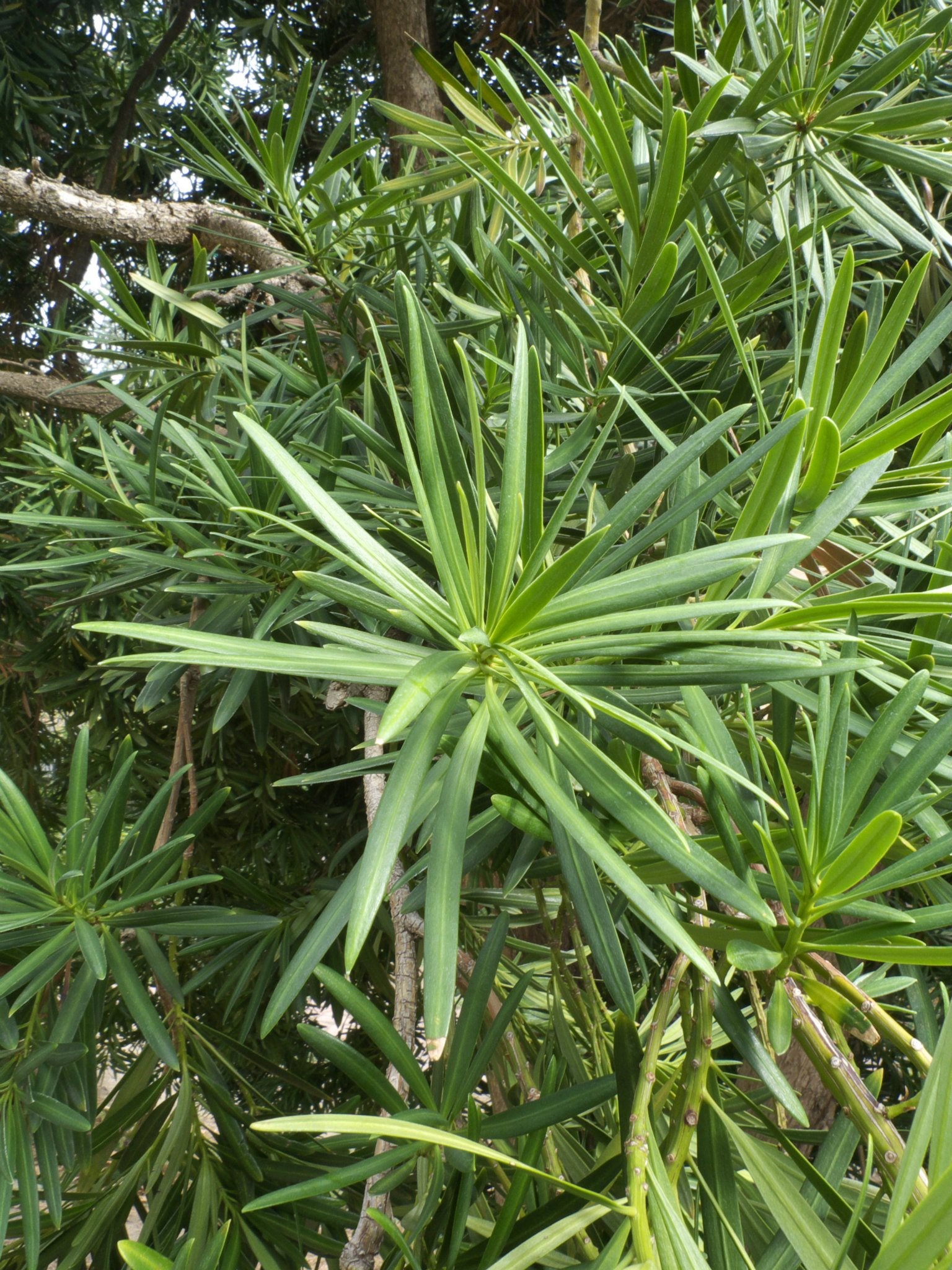